# 시모쇼정
시모쇼정(下庄町)은 후쿠이현 오노군에 있던 정이다. 현재의 오노시 중심부의 동쪽과 북쪽, 마나가와 강 왼쪽 강변에 해당한다. 이 항목에서는 정이 되기 전의 명칭인 시모쇼촌(下庄村)에 대해서도 설명한다.